# 181661 Alessandro
181661 Alessandro è un asteroide della fascia principale. Scoperto nel 2007, presenta un'orbita caratterizzata da un semiasse maggiore pari a 3,1152109 au e da un'eccentricità di 0,0906624, inclinata di 10,57713° rispetto all'eclittica.
L'asteroide è dedicato ad Alessandro Foglia, fratello di uno degli scopritori e amministratore dell'osservatorio da cui è avvenuta la scoperta.